# William Lovett
Pour les articles homonymes, voir Lovett.
William Lovett (1800 - 1877) était un activiste socialiste anglais du XIXe siècle. D'abord impliqué dans le milieu syndicaliste londonien, il fut l'un des chefs de file du mouvement chartiste. Partisan de la force morale, il privilégia la lutte par les voies démocratiques, la tempérance vis-à-vis de l'alcool dans le mouvement et l'éducation des classes laborieuses.

## Éléments biographiques
Né en Cornouailles à Newlyn, Lovett y passa son enfance avant de partir chercher un emploi d'ébéniste à Londres. Il s'instruisit en autodidacte et adhéra au syndicat des ébénistes, la Cabinetmakers Society, avant d'en être nommé président. Il devint un personnage politique de premier plan quand il fonda l'Anti-Militia Association après avoir refusé sa conscription dans la milice londonienne et plus tard quand il rejoignit la Metropolitan Trades Union et embrassa les idées socialistes de Robert Owen. En 1831, pendant la campagne pour le premier Reform Act, il contribua à la formation de la National Union of Working Classes en collaboration avec les radicaux Henry Hetherington et James Watson.
En 1832, après le passage de la première réforme électorale, il prit une part active dans la lutte contre la taxe sur les journaux (War of the Unstamped) toujours aux côtés de Henry Hetherington.
Mais il reste plus connu pour son engagement dans le mouvement chartiste.

## London Working Men's Association
En juin 1836, Lovett fonda la London Working Men's Association avec plusieurs autres radicaux dont Hetherington.
L'effectif de la LWMA se limitait à 100 membres actifs plus 35 autres membres honoraires parmi lesquels figurait le futur leader chartiste Feargus O'Connor et des députés radicaux. Mais la LWMA était une organisation qui se limitait aux classes laborieuses au contraire de formations comme la Birmingham Political Union qui était dominée par la classe moyenne.
Le but principal de la LWMA était l'éducation des masses laborieuses mais, en 1838, Lovett écrivit en collaboration avec Francis Place, un autre radical, un projet de loi qui servit d'ébauche à la charte populaire qui déboucha sur le chartisme. Ce projet de loi fut paraphé par Lovett, cinq membres de la LWMA et six députés radicaux, dont Daniel O'Connell.

## Arrestation
Le 4 février 1839, Lovett fut désigné comme secrétaire du mouvement chartiste lors de la première convention qui eut lieu à Londres. La convention se déplaça ensuite à Birmingham où un rassemblement eut lieu sur la place du marché (Bull Ring) malgré l'interdiction des autorités. Plusieurs participants furent ainsi arrêtés. Les manifestants fabriquèrent alors des pancartes décrivant l'intervention des forces de police comme violente et anticonstitutionnelle (bloodthursty and unconstitutional). Lovett, en tant que secrétaire du mouvement, assuma la responsabilité pour l'exhibition des pancartes et il fut arrêté avec James Watson qui les avait faites fabriquer.
Lovett fut reconnu coupable lors de son procès et écopa de 12 mois de détention dans les geôles de Warwick dont il fut relâché en juillet 1840.

## LeNew Move

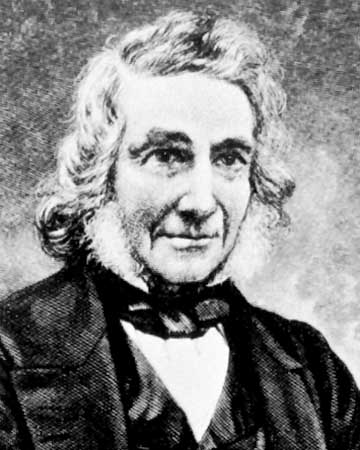
Portrait de William Lovett âgé

Durant son séjour en prison, Lovett et son camarade John Collins écrivirent "Chartism, a New Organisation of the People", un ouvrage prônant l'éducation dans le mouvement chartiste. À sa sortie de prison, il se retira de la vie politique et fonda en 1841 une association à visée pédagogique, la National Association for Promoting the Political and Social Improvement of the People. Cette association avait pour vocation de mettre en œuvre sa doctrine du New Move par laquelle il voulait permettre aux travailleurs pauvres et à leurs enfants de s'éduquer. Lovett comptait financer cette initiative par un abonnement hebdomadaire de 1 penny. Henry Hetherington et Francis Place soutinrent sa proposition, mais pas Feargus O'Connor qui prit position contre dans son journal The Northern Star, arguant que cela détournerait les chartistes de leur objectif principal. Le New Move ne connut ainsi pas le succès escompté ; le nombre d'adhérents ne dépassa par les 5 000 et les cours ne furent dispensés que les dimanches.
Le National Association Hall ouvrit en 1842 et ferma en 1857 après l'éviction de l'association.
Lovett ouvrit alors une librairie et écrivit son autobiographie, The Life and Struggles of William Lovett, qu'il publia en 1877. Il mourut l'année suivante dans une extrême pauvreté.